# Список хірургічних захворювань
|  | Службовий список статей, створений для координації робіт з розвитку теми. Це попередження не встановлюється на інформаційні списки і глосарії. |

Хірургічні захворювання

## А
- Абсцес (Гнійник, нарив)
  - апендикулярний
  - легені
  - мозку
  - печінки
  - піддіафрагмальний
- Аденома:
  - простати
- Аеробна інфекція
- Актиномікоз
- Анаеробна інфекція
  - газова гангрена, газова флегмона
  - правець
  - сказ
- Ангіома
- Аневризма
- Анкілоз
- Апендицит
- Артрит гнійний
- Асфіксія
- Асцит
- Атерома

## Б
- Баланіт
- Баланопостит
- Бешиха
- Бурсит
- Бартолініт

## В
- Варикозне розширення вен
  - нижніх кінцівок
  - сім'яного канатика (Варикоцеле)
  - стравоходу
- Відмороження
- Вивих
  - нижньої щелепи
  - плеча
  - ліктьового суглоба
  - кульшового суглоба
  - стегна вроджений
  - пальця (кисті, стопи)
  - звичний
- Викривлення І пальця стопи
- Випадіння прямої кишки
- Виразка
- Вовча паща
- Водянка
  - жовчного міхура
  - живота (асцит)
  - яєчка

## Г
- Гангрена
- Газова гангрена
- Газова емболія
- Гемартроз
- Гематома
- Гематурія
- Геморагічний шок
- Геморой
- Гемотрансфузійний шок
- Гідраденіт
- Гідронефроз
- Гнояк
- Гнійні рани
- Гіпертрофія статевої залози
- Гіпоспадія
- Гігрома (гангліон)
- Гоніт (артрити)
- Гострий живіт
- Гострий панкреатит
- Грижа
  - білої лінії
  - діафрагмальна
  - защемлена
  - міжхребцева
  - мозкова
  - черепно-мозкова (Цефалоцеле)
  - пахвинна
  - піхвова
  - пупкова
  - післяопераційна
  - ректовагінальної перегородки
  - стегнова
  - Гілмора‎
  - Шморля
  - Хіатала
  - Омфалоцеле

## Д
- Деформація
  - шийки стегнової кістки
  - колінного суглоба
- Дивертикул стравоходу
- Дивертикул Меккеля
- Дивертикул Ценкера
- Дивертикуліт
- Диссекція аорти
- Діабетична стопа
- Доброякісна гіперплазія передміхурової залози

## Е
- Електротравма
- Емболія
- Емпієма
- Ендартеріїт облітеруючий
- Епідидиміт
- Епітеліальні куприкові ходи
- Ехінококоз

## З
- Забиття
- Заворот кишечника
- Завушниця, запалення біля вушної залози, паротит
- Закупорка загальної жовчної протоки
- Запалення суглоба
  - гнійне
  - серозне
- Затримка
  - сечі
  - яєчка (Крипторхізм)
- Заяча губа
- Звуження
  - стравоходу
  - уретри

## І
- Інвагінація кишечника

## К
- Камені сечового міхура
- Карбункул
- Кіста:
  - нирки
  - підшлункової залози
  - зябрової дуги
  - матки
- Клишоногість
- Контрактура
- Компартмент-синдром
- Кривошия
- Крововилив
- Кровотеча
  - артеріальна
  - венозна
  - капілярна
  - паренхіматозна
  - шлунково-кишкова
  - маткова
  - носова

## Л
- Лімфаденіт
- Лімфангіт
- Ліпома

## М
- Мастоїдит
- Мастит
- Мастопатія
- Медіастиніт
- Міжхребцева грижа

## Н
- Неврома
- Некротичний фасціїт
- Несправжній суглоб
- Нетримання сечі
- Непрохідність кишечника
- Ніготь вкорінений (Врослий ніготь)
- Нома
- Нориця

## О
- Облітеруючий тромбангіїт
- Омфалоцеле
- Опік
- Опікова хвороба
- Орхіт
- Остеомієліт

## П
- Панарицій
- Пневмоторакс
- Піопневмоторакс
- Панкреатит
- Папілома
- Паранефрит
- Парапроктит
- Парафімоз
- Паротит
- Пельвіоперитоніт
- Переливання крові
- Перфорація (розмовне прорив)
  - жовчного міхура
  - кишечника
  - стравоходу
  - шлунка
- Перелом
- Періостит
- Перитоніт (Запалення очеревини)
- Піонефроз
- Пласка стопа (Плоскостопість)
- Полідактилія
- Політравма
- Пошкодження
  - нирок
  - органів черевної порожнини закриті
    - печінки
    - селезінки
    - сечового міхура
    - кишечника
    - підшлункової залози

  - хребта
- Пролежень
- Простатит

## Р
- Рак
  - губи
  - прямої кишки
  - стравоходу
  - шкіри обличчя
  - шлунка
  - язика
- Рани (Поранення)
  - грудної клітки
  - плеври
  - серця
  - черевної порожнини
  - черепу та мозку
- Розлади сечовипускання
- Розрив
  - меніска
  - сухожилля
- Ректоцеле
- Розтягнення або частковий розрив зв'язок суглобів
- Розшарування аорти

## С
- Саркома
- Свищ(нориця)
- Септикопіємія
- Сколіоз
- Слоновість
- Спонділоартроз
- Спонділолістез
- Спінальний шок
- Сторонні тіла
  - дихальних шляхів
  - стравоходу
  - прямої кишки
  - сечового міхура
  - піхви
- Суглобова миша
- Сепсис
- Синдром тривалого стиснення (Травматичний токсикоз)

## Т
- Тендовагініт
  - гнійний
  - крепітуючий
- Травматичний токсикоз
- Травматичний шок
- Тріщина заднього проходу
- Тромбоемболія легеневої артерії
- Тромбози (Емболії)
- Тромбоз глибоких вен
- Тромбофлебіт
- Туберкульоз кісток та суглобів

## У
- Укуси змій
- Уретрит

## Ф
- Фімоз
- Флебіт
- Флеботромбоз
- Флегмона
  - Реклю
- Фурункул
- Фурункульоз

## Х
- Холецистит гострий
- Хірургічна рана

## Ц
- Цистит

## Ч
- Черепно-мозкова травма

## Ш
- Шок:
  - травматичний
  - опіковий
  - гемотрансфузійний
  - геморагічний